# Theodoros Chatziantoniou
Theodoros Chatziantoniou (griechisch Θεόδωρος Χάτζηαντονίου, * 16. März 1974 in Griechenland) ist ein griechischer Volleyballspieler.
Theodoros Chatziantoniou, der bei einer Körpergröße von 2,02 m auf der Position des Mittelblockers spielt, begann seine Karriere 1987 beim Athener Verein Orfeas Ilioupolis, wo er für fünf Jahre spielte. Nach einem einjährigen Aufenthalt bei Esperos Thessaloniki wechselte er im Sommer 1993 zum griechischen Spitzenverein Panathinaikos Athen, wo er 1995 und 1996 die Griechische Meisterschaft gewinnen konnte. Nach weiteren Stationen bei Iraklis Thessaloniki und AEK Athen kehrte Chatziantoniou 2000 zu Panathinaikos zurück und konnte 2004 ein weiteres Mal die Meisterschaft erringen, ehe er im Sommer des gleichen Jahres zum Erzrivalen Olympiakos Piräus wechselte. Seit 2008 steht Chatziantoniou wieder bei Panathinaikos unter Vertrag.
Theodoros Chatziantoniou war über viele Jahre ein fester Bestandteil der griechischen Nationalmannschaft und nahm mit dieser unter anderem an den Olympischen Spielen 2004 in Athen teil. 

## Karriere
| Zeitraum  | Verein               |
| --------- | -------------------- |
| 1987–1992 | Orfeas Ilioupolis    |
| 1992–1993 | Esperos Thessaloniki |
| 1993–1998 | Panathinaikos Athen  |
| 1998–1999 | Iraklis Thessaloniki |
| 1999–2000 | AEK Athen            |
| 2000–2004 | Panathinaikos Athen  |
| 2004–2008 | Olympiakos Piräus    |
| 2008–2010 | Panathinaikos Athen  |

## Titel
- Griechischer Meister: 1995, 1996, 2004
- Griechischer Pokal: 2003, 2010

| Personendaten    | Personendaten                                           |
| ---------------- | ------------------------------------------------------- |
| NAME             | Chatziantoniou, Theodoros                               |
| ALTERNATIVNAMEN  | Θεόδωρος Χάτζηαντονίου (griechisch)                     |
| KURZBESCHREIBUNG | griechischer Volleyball-Nationalspieler (Mittelblocker) |
| GEBURTSDATUM     | 16. März 1974                                           |
| GEBURTSORT       | Griechenland                                            |